# Werner Gaudian
Werner Gaudian (* 25. Februar 1934) ist ein ehemaliger leitender Ingenieur sowie Politiker der DDR.

## Leben
Werner Gaudian lernte zunächst den Beruf des Werkzeugmachers. Dann bildete er sich zum Diplom-Ingenieur weiter. Er wurde unter der Berufsbezeichnung „Haupttechnologe“ Fachbereichsleiter im VEB Armaturenwerk „Karl Marx“ in Magdeburg.
In die SED trat er 1958 ein und war ab 1971 Kandidat für das Zentralkomitee.
1981 ist er aus dem ZK der SED ausgeschieden.

## Auszeichnungen
- 1983: Verdienter Techniker des Volkes[3]